# Canalicephalus fugou
Canalicephalus fugou är en stekelart som beskrevs av Chou och Hsu 1996. Canalicephalus fugou ingår i släktet Canalicephalus och familjen bracksteklar. Inga underarter finns listade.